# ガンデン・ティパ
ガンデン・ティパ（dga' ldan khri pa）は、チベット仏教ゲルク派のラサ三大寺のひとつガンデン寺の座主職で、ゲルク派の首座。
ゲルク派の宗祖ツォンカパを初代とし、歴代のガンデン・ティパは「ツォンカパの後継者」と位置づけられ、ラサの大祈願祭（モンラム大祭、モンラム・チェンモ）の長となること、説法と廻向を行うこと、日常は大本山ガンデン寺で顕教と密教の書物について教育を行うことを主要な職掌とする。

## 概要
ガンデン寺のティパ職は、同派内で最高の碩学と目される人々が交代で就任する伝統が早期に確立され、15世紀より16世紀にかけ、同派が化身ラマ制を受け入れるに伴い、デプン・セラ・タシルンポ・ラプラン・クンブムなど他の大僧院の座主職は次第に化身ラマの指定席になっていったが、ガンデン寺のティパ職は、本人の資質・能力のみを条件とする数々の資格試験と役職をこなしてきた有資格者たちが、7年の任期で交代で着任しつづけて現在に至っている。
1642年以降、ダライラマの位置づけが「ゲルク派の有力な化身ラマの名跡」から「宗派を超えたチベットにおける最高の宗教的権威」へと上昇する変化が生じたが、ダライラマはもともとツォンカパの弟子ゲンドゥンドプを初代とする名跡であり、現在でも、ガンデン寺におけるティパ（座主）の為の坐台がダライラマの席よりも上座に設定されている、仏教徒であるチベット人がこの地位を「ゲルク派のもっとも偉いラマ(dge lugs pa'i bla ma che shos dga' ldan khri pa)」、「ゲルク派の最高指導者(dge lugs pa'i dbu khri che shos)」等と述べるなどの事例が観察される。
チベット動乱の際、ティパをはじめとするガンデン寺の寺院組織と所属の僧侶多数はチベットを脱出して亡命、ガンデン寺はインド南部カルナタカ州ムンゴッド(Mundgod)に伽藍を再建し、活動を継続している。

## ガンデン・テイパになるプロセス
(1) ラサ3大寺で20年から30年ほどかけて顕教の学習課程を修了したものは、所属寺院より博士号（ゲシェー号）を取得できる。そのなかで、博士号の最高ランク「ラランパ・ゲシェー」号を取得した者は、毎年正月の大祈願祭の際にラサ・トゥルナン寺で行われる国家試験を受け、1位から7位までの「順位を得た者」と「順位を得なかった者」に区別される。
(2) ゲルク派では顕教の学習課程を終えた者はギュメ寺（下密院）かギュト寺（上密院）に進むが、ラランパの1位または2位を得た者は、ダライラマに任命されて、ギュメ寺・ギュト寺のラマウンゼ職、両寺の僧院長（ケンポ）、ケンスル職（元ケンポの意）に順次就任、その後はギュメ寺の所属者はチャンツェ・チョェジェ、ギュト寺の所属者はシャルツェ・チョェジェに就任する。
(3) チャンツェ・チョェジェとシャルツェ・チョェジェから交互に7年の任期でガンデン・ティパに着任する。ティパ職を退任したものはティスル（元ティパ）と呼ばれる。
(4) 代々のガンデン・ティパが死去すると、その転生者が捜索され、化身ラマの名跡がひとつ新たに誕生する。

## 歴代のガンデン・ティパ
| 代数    | 名前                                   | 生没年    | 在任期間    | チベット語表記(Wylie式)                     | 称号                                                           |
| ------- | -------------------------------------- | --------- | ----------- | ------------------------------------------- | -------------------------------------------------------------- |
| 初代    | ツォンカパ・ロサンタクパ               | 1357–1419 | 1409–1419   | tsong kha pa, blo bzang grags pa            | –                                                              |
| 第2代   | ギェルツァプジェ・タルマリンチェン     | –         | –           | –                                           | –                                                              |
| 第3代   | ゲレクペルサン                         | –         | –           | –                                           | –                                                              |
| 第4代   | レクパゲンツェン                       | –         | –           | –                                           | –                                                              |
| 第5代   | ロドチューキョン                       | –         | –           | –                                           | –                                                              |
| 第6代   | バソ・チューキゲンツェン               | –         | –           | –                                           | –                                                              |
| 第7代   | ロドテンパ                             | –         | –           | –                                           | –                                                              |
| 第8代   | モンラムペル                           | –         | –           | –                                           | –                                                              |
| 第9代   | ロサンニマ                             | –         | –           | –                                           | –                                                              |
| 第10代  | イェシェサンボ                         | –         | –           | –                                           | –                                                              |
| 第11代  | タルトン・ロサンター                   | –         | –           | –                                           | –                                                              |
| 第12代  | ジャムヤン・シェーガルリーロ           | –         | –           | –                                           | –                                                              |
| 第13代  | チューキシェーニェン                   | –         | –           | –                                           | –                                                              |
| 第14代  | リンチェンオーセル                     | –         | –           | –                                           | –                                                              |
| 第15代  | パンチェン・ソナムタクパ               | –         | –           | –                                           | –                                                              |
| 第16代  | チューキョンギャムツォ                 | –         | –           | –                                           | –                                                              |
| 第17代  | ドルジェサンボ                         | –         | –           | –                                           | –                                                              |
| 第18代  | ギェンツェンサンボ                     | –         | –           | –                                           | –                                                              |
| 第19代  | ガワンチューダク                       | –         | –           | –                                           | –                                                              |
| 第20代  | チューダクサンボ                       | –         | –           | –                                           | –                                                              |
| 第21代  | オルガーゲレクペルサン                 | –         | –           | –                                           | –                                                              |
| 第22代  | ゲンドゥン・テンパタルギェー           | –         | –           | –                                           | –                                                              |
| 第23代  | ツェプテンギャムツォ                   | –         | –           | –                                           | –                                                              |
| 第24代  | チャムパギャムツォ                     | –         | –           | –                                           | –                                                              |
| 第25代  | ペンジョルギャムツォ                   | –         | –           | –                                           | –                                                              |
| 第26代  | ダムチューパンバル                     | –         | –           | –                                           | –                                                              |
| 第27代  | サンギェーリンチェン                   | –         | –           | –                                           | –                                                              |
| 第28代  | ゲンドゥンゲンツェン                   | –         | –           | –                                           | –                                                              |
| 第29代  | チューニェルタクパ                     | –         | –           | –                                           | –                                                              |
| 第30代  | シャルワダムチョーペル                 | –         | –           | –                                           | –                                                              |
| 第31代  | ロドギャムツォ                         | –         | –           | –                                           | –                                                              |
| 第32代  | ツルティムチュンペル                   | –         | –           | –                                           | –                                                              |
| 第33代  | タクパギェンツェン                     | –         | –           | –                                           | –                                                              |
| 第34代  | ガワンチューキギェンツェン             | –         | –           | –                                           | –                                                              |
| 第35代  | コンチョクチュンペル                   | –         | –           | –                                           | –                                                              |
| 第36代  | テンジンレーシェ                       | –         | –           | –                                           | –                                                              |
| 第37代  | ゲンドゥンリンチェン                   | –         | –           | –                                           | –                                                              |
| 第38代  | テンパギェンツェン                     | –         | –           | –                                           | –                                                              |
| 第39代  | コンチョクチューサン                   | –         | –           | –                                           | –                                                              |
| 第40代  | ペルデンギェンツェン                   | –         | –           | –                                           | –                                                              |
| 第41代  | ロサンギェンツェン                     | –         | –           | –                                           | –                                                              |
| 第42代  | ロサントゥンユー                       | –         | –           | –                                           | –                                                              |
| 第43代  | チャムパタシー                         | –         | –           | –                                           | –                                                              |
| 第44代  | ロドギャムツォ                         | –         | –           | –                                           | –                                                              |
| 第45代  | ジャムヤン・ツルティムギャムツォ       | –         | –           | –                                           | –                                                              |
| 第46代  | サムロ・チンパギャムツォ               | –         | –           | –                                           | –                                                              |
| 第47代  | ロサンチュンペル                       | –         | –           | –                                           | –                                                              |
| 第48代  | トンドゥプギャムツォ                   | –         | –           | –                                           | –                                                              |
| 第49代  | ロサンタルギェ                         | –         | –           | –                                           | –                                                              |
| 第50代  | ゲンドゥンプンツォー                   | –         | –           | –                                           | –                                                              |
| 第51代  | ガワンペルデン                         | –         | –           | –                                           | –                                                              |
| 第52代  | ガワンツェプテン                       | –         | –           | –                                           | –                                                              |
| 第53代  | タオン・ゲンツェンセンゲ               | –         | –           | –                                           | –                                                              |
| 第54代  | ガワンチョクデン                       | –         | –           | –                                           | –                                                              |
| 第55代  | タムパ・ナムカーサンボ                 | –         | –           | –                                           | –                                                              |
| 第56代  | タムパ・ナムカーサンボ                 | –         | –           | –                                           | –                                                              |
| 第57代  | ロサンティメ                           | –         | –           | –                                           | –                                                              |
| 第58代  | サムテンプンツォー                     | –         | –           | –                                           | –                                                              |
| 第59代  | チャキュン・ガワンチューダク           | –         | –           | –                                           | –                                                              |
| 第60代  | チュサン・ガワンチューダク             | –         | –           | –                                           | –                                                              |
| 第61代  | ロサンテンパ                           | –         | –           | –                                           | –                                                              |
| 第62代  | ガワンツルティム                       | –         | –           | –                                           | –                                                              |
| 第63代  | ロサンモンラム                         | –         | –           | –                                           | –                                                              |
| 第64代  | ロサンタシー                           | –         | –           | –                                           | –                                                              |
| 第65代  | ゲンドゥンツルティム                   | –         | –           | –                                           | –                                                              |
| 第66代  | ガワンサンギェ                         | –         | –           | –                                           | –                                                              |
| 第67代  | ジャムヤンモンラム                     | –         | –           | –                                           | –                                                              |
| 第68代  | ロサンゲレク                           | –         | –           | –                                           | –                                                              |
| 第69代  | チャンジュプチュンペル                 | –         | –           | –                                           | –                                                              |
| 第70代  | ガワンチュンペル                       | –         | –           | –                                           | –                                                              |
| 第71代  | イェシェタルド                         | –         | –           | –                                           | –                                                              |
| 第72代  | ジャンペルツルティム                   | –         | –           | –                                           | –                                                              |
| 第73代  | ガワンジャンペルツルティムギャムツォ   | –         | –           | –                                           | –                                                              |
| 第74代  | ロサンルンドゥプ                       | –         | –           | –                                           | –                                                              |
| 第75代  | ガワンルントクユンテンギャムツォ       | –         | –           | –                                           | –                                                              |
| 第76代  | ロサンキェンラプワンジュク             | –         | –           | –                                           | –                                                              |
| 第77代  | ツルティムタルギェ                     | –         | –           | –                                           | –                                                              |
| 第78代  | ジャムヤンタムチュー                   | –         | –           | –                                           | –                                                              |
| 第79代  | ロサンチンパ                           | –         | –           | –                                           | –                                                              |
| 第80代  | タクパトンドゥプ                       | –         | –           | –                                           | –                                                              |
| 第81代  | ガワンノルブ                           | –         | –           | –                                           | –                                                              |
| 第82代  | イェシェチュンペル                     | –         | –           | –                                           | –                                                              |
| 第83代  | チャンジュプナムカー                   | –         | –           | –                                           | –                                                              |
| 第84代  | ロサンツルティム                       | –         | –           | –                                           | –                                                              |
| 第85代  | ロサンツルティムペルデン               | –         | –           | –                                           | –                                                              |
| 第86代  | ロサンギェンツェン                     | –         | –           | –                                           | –                                                              |
| 第87代  | ガワンロサンテンパギェンツェン         | –         | –           | –                                           | –                                                              |
| 第88代  | キェンラプ・ユンテンギャムツォ         | –         | –           | –                                           | –                                                              |
| 第89代  | ロサンサンギェギャムツォ               | –         | –           | –                                           | –                                                              |
| 第90代  | チャムパチューダク                     | –         | –           | –                                           | –                                                              |
| 第91代  | ロブサンギェンツェン                   | –         | –           | –                                           | –                                                              |
| 第92代  | トゥプテンニンチェ                     | –         | –           | –                                           | –                                                              |
| 第93代  | イェシェワンデン                       | –         | –           | –                                           | –                                                              |
| 第94代  | ルンドゥプトンドゥー                   | –         | –           | –                                           | –                                                              |
| 第95代  | タシートントゥン                       | –         | –           | –                                           | –                                                              |
| 第96代  | トゥプテンクンガー                     | –         | –           | –                                           | –                                                              |
| 第97代  | トゥプテンルントクナムギャルティンレー | 1903-1983 | 1965-1983   | thub bstan lung rtogs rnam rgyal 'phrin las | リン・リンポチェ                                               |
| 第98代  | ジャンペルシェンペン                   | –         | –           | 'jam dpal gzhan phan                        | –                                                              |
| 第99代  | イェシェトンデン                       | –         | –           | ye shes don ldan                            | –                                                              |
| 第100代 | ロサンニマ                             | 1929-2008 | 1994 - 2002 | blo bzang nyi ma                            | –                                                              |
| 第101代 | ルンリクナムギャル                     | 1927–     | 2003-2009?  | lung rig rnam rgyal                         | –                                                              |
| 第102代 | トゥプテンニマ                         | 1937 –    | 2009?–      | thub bstan nyi ma                           | リゾン・リンポチェ(ri rdzong rin po che)、リクスン・リンポチェ |

## 中国統治下のガンデン寺における代表者
「宗教は迷信」というマルクス主義を厳格に信奉していた建国当初の中国共産党政権は、仏教の教義を背景にもつ「化身ラマ」の認定や、座主(ティパ)、学堂長(ケンポ)など宗教上の資格に裏打ちされた寺院組織のポストの任免に直接には関わらずに、寺院ごとに民主管理委員会を組織させ、各寺の有力ポストにある者たちをこの委員会の「委員」に据える、という形式で宗教行政を行った。
ガンデン寺では、チベット動乱により、1959年に寺院組織と所属の僧侶多数が亡命したのち、チベットに残留した所属僧侶の有力者ポミ・チャンパ・ルンドゥプ・リンポチェが1960年に「ガンデン寺民主管理委員会主任」の任命をうけた。
その数年後に始まった文革中、ガンデン寺は僧院としての活動を全く停止していたが、1980年代、中国政府による宗教活動に対する抑圧が緩和されたのにともない、ポミ・チャンパ・ルンドゥプ・リンポチェをはじめとするチベットに残留した所属の僧侶たちによって活動が再開された。
ポミ・チャンパ・ルンドゥプ・リンポチェは1988年、中国統治下のチベットにとどまった僧侶たちからガンデン・ティパ代理に選出されたが、中国政府はこの称号を公式には認めなかった。ポミ・リンポチェは引き続き「ガンデン寺民主管理委員会主任」その他の肩書きのもと活動を続け、1995年には中国側が独自にパンチェン・ラマ11世を選出した際の金瓶掣籤の儀式にかかわった。2002年11月20日遷化。

ガンデン寺民主管理委員会主任
| 代数 | 名前               | 生没年    | 在任期間  | チベット語表記(Wylie式) | 称号 | 備考 |
| ---- | ------------------ | --------- | --------- | ----------------------- | ---- | ---- |
| -    | チャンパルンドゥプ | 1917–2002 | 1960–2002 | –                       | –    | –    |

ガンデン・ティパ代理
| 代数 | 名前               | 生没年    | 在任期間 | チベット語表記(Wylie式) | 称号 | 備考 |
| ---- | ------------------ | --------- | -------- | ----------------------- | ---- | ---- |
| -    | チャンパルンドゥプ | 1917–2002 | 1988–？  | –                       | –    | –    |

## 註
1. ↑  文献⑥p,18,ll.8-11, p.55,ll.1-4
2. ↑  セラ寺、デプン寺、タシルンポ寺の「歴代座主」の節を参照
3. ↑  文献⑥p,17-18
4. ↑  1642年を境としたダライラマに対する呼称の変化は文献①pp,582-592, 20世紀初頭におけるダライラマの宗教上の権威、ダライラマが行使していた宗教的権限の内訳は文献④pp.9,13-16, 41-45
5. ↑  文献③p.86, 文献⑧pp.110-111
6. ↑  文献⑥p,16,l.17, p.53,ll.2-3
7. ↑  文献⑥p,18,ll.1-2, p.54,ll.12-13
8. ↑  以上、プロセス(1)-(3)までは文献⑥pp,13-18, p.50-55による。
9. ↑  準備中
10. ↑  初代より55代までは文献①pp,528-575による。
11. ↑  56代より97代の歴代のカナ表記はドイツ語版「Ganden Thripa」のワイリー式チベット語表記に基づく。
12. ↑  カナ表記は文献⑥pp,18,55、ローマ字表記は英語サイト「HH Ling Rinpoche's Biography」伝記による。ダライ・ラマ14世の元家庭教師。1959年、ダライ・ラマ14世に続いてインドに亡命。ガンデン・ティパは任期制が原則であるが、リン・リンポチェだけは特例として終身のガンデン・ティパであった）
13. ↑  ダライ・ラマ法王日本代表部事務所〜チベット仏教の４大宗派http://www.tibethouse.jp/culture/buddhism_4categolies.html
14. ↑  英語版のガンデン・ティパの項によれば後者。
15. ↑  2008年9月14日、インド南部カルナータカ州バンガロールの病院にて死去。88歳。英語版のガンデン・ティパ、本人の項、「中国内外チベット関連消息」所引の2008年9月16日付《西藏之頁》https://web.archive.org/web/20160304071402/http://www002.upp.so-net.ne.jp/zhuling/xiaoxi/xx0809.htm
16. ↑  「ルンリクナムギャル」の表記はドイツ語版の「Ganden Thripa」の項、伝記サイトによる。
17. ↑  伝記資料、。彼が2009年10月段階で第102代ガンデン・ティパとなっていることは、こちらに収録されたダライラマ伝出版のセレモニーの記事に依る。
18. ↑  リゾン・リンポチェという表記は、「チベット仏教普及協会《ポタラ･カレッジ》」の「 設立１０周年記念行事、ゲルク派副管長チャンツェ法主によるチベット密教の伝授」項に拠る
19. ↑  リクスン・リンポチェという表記は、「チベットNow@ルンタ」2009年10月27日条に拠る
20. ↑  文献⑨,pp.403-404